# Optimist (jedrilica)
Optimist je mala popularna jedrilica za jednu osobu, namijenjena djeci do 15 godina. Danas se uglavnom rade od plastike, iako ih još uvijek neki izrađuju i od drveta.
Međunarodna jedriličarska federacija priznaje Optimista kao međunarodnu klasu.
Jedrilicu je 1947. godine konstruirao Clark Mills. Konstrukciju je neznatno preuredio i u Europu uveo Danac Axel Damsgaard, a iz Skandinavije se potom proširila čitavom Europom. Konstrukcija je standardizirana 1960. godine, a 1995. su postavljena stroga pravila u konstrukciji. U Hrvatsku je ovu klasu krajem 1960-ih uveo poznati splitski jedriličar Tonči Mitrović, a prvi brod bio je drvene građe i nosio je ime Sanja.